# Les Parent
Pour les articles homonymes, voir Parent.
Les Parent est une série télévisée québécoise en 169 épisodes de 21 minutes créée par Jacques Davidts et diffusée  du 8 septembre 2008 au 28 mars 2016 sur ICI Radio-Canada Télé.
En France, la série est diffusée à compter d'octobre 2010 sur Canal+ Family et Gulli, en version originale (français québécois) doublée partiellement, afin d'être plus accessible au public français (références culturelles…).
Une adaptation polonaise de la série est diffusée depuis 2011 sur Telewizja Polska (TVP2 HD, TVP HD, TVP Polonia, TVP Seriale) sous le titre Rodzinka.pl, et une adaptation russe, nommée Родители, a été commisionnée par Rossiya 1 en 2015.
Le 10 mars 2015, le créateur de la série, Jacques Davidts, a annoncé lors d'une émission de radio qu'il était en train de terminer l'écriture de la huitième et dernière saison de la série qui est diffusée à Radio-Canada Télé en 2015-2016. Il a mentionné « qu'il était temps de passer à autre chose et que les enfants étaient rendus grands ! ».

## Synopsis
Louis-Paul Parent et Natalie Rivard sont les parents attentionnés et naïfs de trois garçons : Thomas, l'ainé, un ado paresseux qui réussit bien à l'école, Olivier « Oli », rebelle, manipulateur, sportif, espiègle et amateur de planche à roulettes, et le plus jeune, Zacharie « Zak », très énergique et souffre-douleur d'Oli. L'émission met en scène un couple uni ainsi que leurs enfants. Les réalisateurs ont opté pour un ton humoristique en représentant des scènes de la vie quotidienne. 

## Concept
La série est composée d'épisodes de 21 minutes chacun. Chaque épisode s'étend sur un sujet avec plusieurs gags le concernant, chaque gag variant de 30 secondes à 3 minutes. Au début de chaque épisode, il y a également un gag où l'on voit au moins deux membres de la famille Parent qui regardent et commentent un album photo.

## Distribution
- Anne Dorval : Natalie Rivard
- Daniel Brière : Louis-Paul « Louis » Parent
- Joey Scarpellino : Thomas Parent
- Raphaël Grenier-Benoît : Olivier « Oli » Parent
- Louis-Philippe Beauchamp : Zacharie « Zac » Parent
- Alec Bastien : Thomas Parent (5 ans) (saison 8)
- Bastien Roy : Olivier Parent (3 ans) (saison 8)
- Rafael Lapalme : Zacharie Parent (bébé) (saison 8)
- Alexis Martin : Benoît, ami de Louis-Paul
- Marie-Chantal Perron : Marie, amie de Natalie
- Louise Turcot : Madeleine Rivard, Mère de Natalie
- Marcel Sabourin : Bernard Rivard, Père de Natalie
- Maude Carmel-Ouellet : Anaïs Laliberté, blonde de Thomas (saisons 3 à 6 et saison 8) et ex de Thomas (saison 7)
- Jean-Carl Boucher : Jesse, ami d'Olivier
- Rosalie Bonenfant : Sarah, blonde d'Olivier
- Sophie Nélisse : Zoé Larivière-Beaudoin, amie de Zacharie
- Aliocha Schneider : Frédéric-Olivier « Frédo », ami de Thomas
- Pier-Luc Funk : Maxime, ami de Thomas
- Alice Morel-Michaud : Alicia, amie de Zacharie
- Olivier Fontaine : Matthew Couture ,ami de Zacharie
- Émilien Néron : Cédrick Plourde, ami de Zacharie
- Édith Cochrane : Sylvie, mère de Cédrick
- Mélanie Maynard : Mère de Sarah
- Kevin Parent : Lui-même, cousin de Louis-Paul Parent
- Charlotte Legault : Mélissa, blonde d'Olivier (saison 5)
- Kalinka Petrie : Alex Parent, Cousine de Thomas, Olivier et Zacharie (saison 5)
- Louise Latraverse : Thérèse (saison 2, épisode 17)
- Andrée Lachapelle : Antoinette (saison 2, épisode 17)
- Janine Sutto : Berthe (saison 2, épisode 17)
- René Caron : Gérard Rivard (saison 2, épisode 17)
- André Vésina : Arthur Rivard (saison 2, épisode 17)
- Jeff Boudreault : Jeff (saison 6, épisode 11)
- Marie Fugain : Catherine (saison 7, épisode 1)

## Fiche technique
- Producteurs : Marleen Beaulieu et Joceline Genest
- Productrice déléguée : Joceline Genest
- Réalisateur : Martin Talbot
- Productrice au contenu : Emanuelle Beaugrand-Champagne
- Auteur principal : Jacques Davidts
- Scénaristes : Jean-François Léger, Jean Pelletier, Richard Jutras, Mélissa Veilleux, Marie-Pierre Ducharme, François Bernier, Olivier Girard
- Directeur photo : Laurent Beauchemin
- Concepteur visuel : Jules Ricard
- Conceptrice des costumes : Sophie Morissette
- Chefs maquilleuses : Suzan Poisson
- Chef coiffeur : Marc-André Lessard
- Preneur de son : Martin Patterson
- Directrice de production : Mitsou Plourde
- Coordonnatrice de production: Francine Landry
- Coordonnatrice au contenu : Laurie Caron
- Directeur de post-production : André Déry
- Monteur : Philippe Ralet
- Monteur son : Anton Fischlin
- Musique / Dazmo musique : Iohann Martin, John Von Aichinger, Rudy Toussaint et Sari Dajani
- Société de production : La Presse Télé
- Perchiste : Marcel Royer
- Assistant-Caméra : François Tessier
- Chef-Éclairagiste : Michel DeGagné
- Chef- Machiniste : Michel Audy
- Machiniste : François Locas
- Éclairagistes : Gaël Breton, Yves Tanguay, Guy Laliberté, Léandre Mineau-St-Pierre, Francis Galarneau et Frédéric Raymond.

## Épisodes

### Première saison (2008-2009)
La 1re saison, diffusée du 8 septembre 2008 au 9 mars 2009.
1. Étude de mœurs
2. Le Retour
3. Devine qui vient garder ce soir
4. Qu'est-ce qu'on mange
5. Et moi, et moi, émois
6. Je crois, tu crois, ils croissent!
7. Scènes de la vie conjugale
8. Cash-Cash
9. Génies en herbe
10. C'est pas toujours un cadeau
11. Frissons parentaux
12. Histoire de ménage
13. Violences conjuguées
14. La Blonde de Thomas
15. Consommation, quand tu nous tiens
16. Parents à 110 %
17. Dépendances
18. Ben, Flash et Cie
19. Lâche relâche
20. No vacancy

### Deuxième saison (2009-2010)
La 2e saison, diffusée du 14 septembre 2009 au 29 mars 2010.
1. Le Retour de la rentrée
2. Adorables ados
3. Humidités relatives
4. Incompétences transversales
5. Quatre gars une fille
6. Fric, frasques, troc
7. La Valse des citrouilles
8. Le petit vient en mangeant
9. Cacaphonies
10. Les Patentes à gosses
11. Dehors novembre
12. L’Éveil de Noël
13. Métro, boulot, ado
14. Y a-t-il un pilote à l'urgence?
15. Les Beaux Discours
16. Faits d'hiver
17. Six pieds dans le trouble
18. Garsmasinage & cie
19. Brutus
20. Bernie & Maddie
21. Leçons de recyclage
22. Cocos en fête
23. Les homards se mangent à la perceuse
24. Les Rois de la patate

### Troisième saison (2010-2011)
La 3e saison, diffusée du 13 septembre 2010 au 14 mars 2011.
1. Vive les vacances
2. Anaïs
3. Métro, boulot, sandwich
4. Un consiglio di familia
5. Ados à pitons
6. Bonne conduite
7. Blues d'automne
8. Virtuellement ami
9. Ados Sapiens
10. Crise d'ado
11. Tout-compris
12. La réalité dépasse la friction
13. Vedettes électriques
14. La Ligue du vieux poil
15. Les Fonds de tiroirs
16. Le futur recule devant rien
17. Black Zak
18. On ne perd rien pour attendre
19. Les Flonflons du bal
20. Traitement de canal

### Quatrième saison (2011-2012)
La 4e saison, diffusée du 12 septembre 2011 au 12 mars 2012.
1. Décore ta chambre
2. Parent un jour, parent toujours
3. Hamster et boule de gomme
4. Fréquentations douteuses
5. Une famille moderne
6. Ex-communique ado
7. Tout et chacun a son prix
8. Parent guide, Parent complice, Parent entraîneur
9. L'Âme sœur
10. Trois garçons dans le vent
11. Noël emballant
12. Amours passagères
13. 24 heures à la fois
14. Demandes spéciales
15. À quel âge ?
16. Accident de parcours
17. L'Empire contre attaque
18. Question existentielle
19. Note de passage : 0,08 %
20. L'Été, c'est fait pour jouer

### Cinquième saison (2012-2013)
La 5e saison, diffusée du 17 septembre 2012 au 25 mars 2013.
1. Kevin qui vient dîner
2. La Jobine
3. Toujours jeune
4. Pétard
5. De l'école et des femmes
6. Adotonomie
7. Booh !
8. That's amore
9. Pas encore novembre
10. On prépare Noël
11. Les Rois de la montagne
12. Génération Z
13. Blondes en stock
14. Saint-Valentin
15. Histoire de chars
16. Gurl Poweur
17. Pas d'appartement
18. Technodéficience
19. Champion brasseur
20. Mobilité maximale

### Sixième saison (2013-2014)
La 6e saison, diffusée du 16 septembre 2013 au 31 mars 2014.
1. Ça déménage
2. L'oiseau fait son nid
3. L'Appart
4. Les Grands-parents contre-attaquent
5. Âge mental et âge physique
6. Ces enfants qui nous dépassent
7. Le Temps des lumières
8. Détours en classe
9. Rivalité père-fils
10. Devine qui vient réveillonner?
11. Le Grand Sud
12. Back to school
13. Sports violents
14. Les Fleurs du tapis
15. Manipulation familiale
16. Le Voyage
17. La Crise
18. Les Passions
19. Alcool, armes et autres passions
20. F.I.FI N.I.NI

### Septième saison (2014-2015)
La 7e saison, diffusée du 15 septembre 2014 au 23 mars 2015.
1. Douce France
2. Les Grands-parents débarquent
3. La Rentrée
4. Une de perdue…
5. Premier service
6. Opération séduction
7. La muerte
8. Grands-parents modernes
9. Promiscuité n’est pas proximité
10. C'est un départ
11. Noël traditionnellement contemporain
12. L'hiver est un plat qui se mange froid
13. Majorité silencieuse
14. L'homme est la machine
15. D'amour et d'eau froide
16. Comité de parents
17. Camping d'hiver
18. Doux printemps... reviendras-tu?
19. Éducation sexuelle
20. Jambalaya
21. Rétrosp«ex»tive

### Huitième saison (2015-2016)
La 8e et dernière saison, diffusée du 7 septembre 2015 au 28 mars 2016.
1. Un nouveau début
2. L'Œuf et la poule
3. Sympathique grossesse
4. Le Partage
5. Une gardienne avertie en vaut deux
6. Le Retour d'Anaïs
7. La vie est un roman
8. Ça va être ta fête
9. Occupation trouble
10. La Vérité crue
11. All that jase
12. Le Compte de Noël
13. Un souper presque parfait
14. Ben et Marie
15. Apprendre à conduire ou à bien se conduire
16. À manipuler avec soin
17. Propre, propre, propre
18. Tout est une question de perspective
19. Chacun sa béquille
20. Pour s'aimer, faut ramer
21. L'Amour malgré tout
22. Gestion de projets
23. Vendu
24. Les Parent déménagent

## Distinction

### Récompenses
Prix KARV
- Prix KARV 2011 : Personnalité de l'année pour Joey Scarpellino
- Prix KARV 2012 : Personnalité de l'année pour Joey Scarpellino
- Prix KARV 2013 : Téléroman ou Comédie de l'année

Prix Gémeaux
- Prix Gémeaux 2009 : Meilleure comédie
- Prix Gémeaux 2010 : 
  - Meilleure comédie
  - Meilleur premier rôle féminin - Comédie pour Anne Dorval
- 2011 : Prix Gémeaux de la meilleure comédie
- Prix Gémeaux 2012 :
  - Meilleure comédie
  - Meilleur premier rôle féminin - Comédie pour Anne Dorval
  - Meilleur projet numérique pour une série dramatique
- Prix Gémeaux 2013 : Meilleure comédie

Prix Artis
- Prix Artis 2010 : Meilleur premier rôle féminin - Comédie pour Anne Dorval
- Prix Artis 2011 : 
  - Meilleur premier rôle féminin - Comédie pour Anne Dorval
  - Meilleur premier rôle masculin - Comédie pour Daniel Brière
- Prix Artis 2012 : 
  - Meilleur premier rôle féminin - Comédie pour Anne Dorval
  - Meilleur premier rôle masculin - Comédie pour Daniel Brière
- Prix Artis 2013 : 
  - Meilleur premier rôle féminin - Comédie pour Anne Dorval
  - Meilleur premier rôle masculin - Comédie pour Daniel Brière
- Prix Artis 2014 : Meilleur premier rôle féminin - Comédie pour Anne Dorval

Gala Les Olivier
- Gala Les Olivier 2012 : Meilleure comédie à la télévision

### Nominations
- Prix KARV 2014 : Émission de l'année

## DVD
- Le coffret DVD de la première saison est disponible depuis le 24 août 2009.
- Le coffret DVD de la deuxième saison est disponible depuis le 7 septembre 2010.
- Le coffret DVD de la troisième saison est disponible depuis le 30 août 2011.
- Le coffret DVD de la quatrième saison est disponible depuis le 28 août 2012.
- Le coffret DVD de la cinquième saison est disponible depuis le 27 août 2013.
- Le coffret DVD de la sixième saison est disponible depuis le 16 septembre 2014.
- Le coffret DVD de la septième saison est disponible depuis le 28 avril 2015.
- Le coffret DVD de la huitième saison est disponible depuis le 21 juin 2016.

- les huit saisons sont sorties uniquement en DVD aux États-Unis et au Canada (zone un), et non en France dont la sortie n'est pas encore prévue pour le moment.